# Họ Bọ xít mép
Alydidae là một họ côn trùng trong phân bộ Heteroptera. Tổng cộng có ít nhất 60 chi và 300 loài. Phân bố ở các khu vực ôn đới và ấm hơn trên Trái Đất, hầu hết là động vật nhiệt đới và cận nhiệt đới; ví dụ Châu Âu chỉ có 10 loài và chỉ có 2 trong số này xảy ra bên ngoài khu vực Địa Trung Hải.

## Tên
Bọ xít đầu rộng được gọi là knobe trong tiếng Meto và Funai tiếng Helong ngôn ngữ của Tây Timor, Indonesia.

## Phân loại
Ba dòng chính của "rệp đầu rộng" được biết đến. Hai thường được chấp nhận là phân họ và thứ ba được đặt là tông Leptoscorisini trong Microelytrinae.
Các chi trong họ Alydidae:
- Acestra Dallas, 1852
- Alydus Fabricius, 1803
- Anacestra Hsiao, 1964
- Apidaurus Stål, 1870
- Bactrocoris Kormilev, 1953
- Bactrodosoma Stål, 1860
- Bactrophya Breddin, 1901
- Bactrophyamixia Brailovsky, 1991
- Bloeteocoris Ahmad, 1965
- Burtinus Stål, 1859
- Calamocoris Breddin, 1901
- Camptopus Amyot & Serville, 1843
- Cosmoleptus Stål, 1873
- Cydamus Stål, 1860
- Daclera Signoret, 1863
- Darmistus Stål, 1859
- Dulichius Stål, 1866
- Esperanza Barber, 1906
- Eudarmistus Breddin, 1903
- Euthetus Dallas, 1852
- Grypocephalus Hsiao, 1963
- Hamedius Stål, 1860
- Heegeria Reuter, 1881
- Hyalymenus Amyot & Serville, 1843
- Hypselopus Burmeister, 1835
- Leptocorisa Latreille, 1829
- Longicoris Ahmad, 1968
- Lyrnessus Stål, 1862
- Marcius Stål, 1865
- Megalotomus Fieber, 1860
- Melanacanthus Stål, 1873
- Micrelytra Laporte, 1833
- Mirperus Stål, 1860
- Mutusca Stål, 1866
- Nariscus Stål, 1866
- Nemausus Stål, 1866
- Neomegalotomus Schaffner & Schaefer, 1998
- Noliphus Stål, 1859
- Oxycranum Bergroth, 1910
- Paramarcius Hsiao, 1964
- Paraplesius Scott, 1874
- Planusocoris
- Protenor Stål, 1867
- Rimadarmistus Bliven, 1956
- Riptortus Stål, 1860
- Robustocephalus Ahmad, Abbas, Shadab & Khan, 1979
- Slateria Ahmad, 1965
- Stachyocnemus Stål, 1870
- Stachyolobus Stål, 1871
- Stenocoris Burmeister, 1839
- Tenosius Stål, 1860
- Tollius Stål, 1870
- Trachelium Herrich-Schäffer, 1850
- Tuberculiformia Ahmad, 1967
- Tupalus Stål, 1860
- Zulubius Bergroth, 1894
- † Heeralydus Štys & Riha, 1975
- † Orthriocorisa Scudder, 1890
- † Sulcalydus Štys & Riha, 1975
- † Willershausenia Popov, 2007